# Cameron Wurf
Cameron Wurf (* 3. August 1983 in Hobart) ist ein australischer Triathlet und Radrennfahrer. Früher war er als Ruderer aktiv und als Triathlet wurde er mehrfacher Ironman-Sieger (2017–2021). Er wird als Zweiter in der Bestenliste australischer Triathleten auf der Ironman-Distanz geführt.

## Werdegang

### Rudern bis 2007
Als Ruderer hat Cameron Wurf an den Olympischen Sommerspielen 2004 in Athen teilgenommen. Zusammen mit George Jelbart belegte er Platz 16 im Leichtgewichts-Doppelzweier.

### Radsport

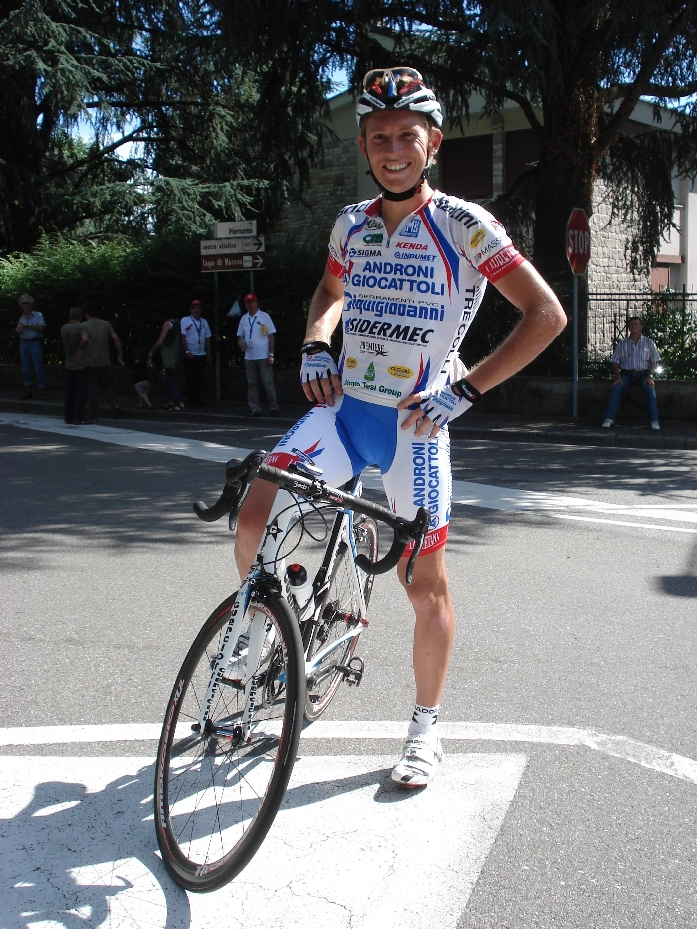
Cameron Wurf bei der Tre Valli Varesine 2010

Seine Karriere im internationalen Radsport begann der Tasmanier 2007 beim US-amerikanischen Continental Team Priority Health-Bissell. In diesem gewann er das Zeitfahren bei den Ozeanienmeisterschaften. Außerdem war er bei dem französischen Einzelzeitfahren Chrono Champenois erfolgreich. Kurz darauf startete er dann bei den Straßenweltmeisterschaften in Stuttgart im Zeitfahrwettbewerb, wo er den 31. Platz belegte.
2008 ging Wurf nach Europa, heuerte beim italienischen Professional Continental Team Cinelli-OPD an und im Mai erfolgte der Wechsel zum österreichischen Team Volksbank.

### Triathlon seit 2015
Seit 2015 startete er bei Ironman-Rennen auf der Triathlon-Langdistanz (3,86 km Schwimmen, 180,2 km Radfahren und 42,195 km Laufen). Im April 2017 ging er beim Ironman South Africa an den Start, wo er Elfter wurde. Im September 2017 konnte der damals 34-Jährige den Ironman Wales für sich entscheiden und damit seinen ersten Ironman-Sieg erzielen.
Im Mai 2019 gewann er den Ironman Australia, wurde im Juli Dritter bei der Challenge Roth und gewann im September den Ironman Italy in 7:46:54 Stunden mit neuem Streckenrekord.
Beim Ironman Hawaii (Ironman World Championships) belegte er im Oktober 2019 als bester Australier den fünften Rang.

### Rückkehr in den Radsport 2020
Zur Saison 2020 erhielt Wurf einen Vertrag beim UCI WorldTeam Ineos.
Im August 2021 gewann der 38-Jährige den Ironman Copenhagen in 7:46:06 h und stellte damit einen neuen Streckenrekord und eine persönliche Bestzeit auf. Am Ironman Lanzarote wurde Wurf im Mai 2023 Dritter.
Er wird als zweitschnellster australischer Athlet geführt in der Bestenliste der Triathleten auf der Ironman-Distanz.
Im Oktober 2024 wurde der 41-Jährige als bester Australier Siebter bei den Ironman World Championships auf Hawaii.

## Sportliche Erfolge

### Triathlon
| Datum/Jahr    | Rang | Wettbewerb                     | Austragungsort          | Zeit     | Bemerkung                    |
| ------------- | ---- | ------------------------------ | ----------------------- | -------- | ---------------------------- |
| 4. Juli 2021  | 3    | Ironman 70.3 Andorra           | Andorra                 |          |                              |
| 10. Nov. 2019 | 47   | ITU Triathlon World Cup        | Santo Domingo           | 01:50:14 |                              |
| 21. Apr. 2019 | 1    | Cannes International Triathlon | Cannes                  |          | Mitteldistanz                |
| 27. Mai 2018  | 1    | Half Challenge Salou           | Cataluña                | 03:45:37 | Sieger auf der Mitteldistanz |
| 28. März 2015 | 19   | Ironman 70.3 Oceanside         | Oceanside (Kalifornien) | 04:10:57 |                              |

| Datum/Jahr    | Rang | Wettbewerb                        | Austragungsort       | Zeit     | Bemerkung                                                                       |
| ------------- | ---- | --------------------------------- | -------------------- | -------- | ------------------------------------------------------------------------------- |
| 26. Apr. 2025 | 8    | Ironman Texas                     | The Woodlands        | 07:40:04 | Ironman-Radrekord in 3:53:32 Stunden                                            |
| 26. Okt. 2024 | 7    | Ironman Hawaii                    | Hawaii               | 07:51:26 |                                                                                 |
| 20. Mai 2023  | 3    | Ironman Lanzarote                 | Puerto del Carmen    | 08:30:17 |                                                                                 |
| 5. März 2023  | 5    | Ironman South Africa              | Port Elizabeth       | 07:27:55 | Schwimmdistanz verkürzt                                                         |
| 7. Mai 2022   | 18   | Ironman St. George                | St. George           | 08:30:30 | Ironman World Championships 2021                                                |
| 16. Okt. 2021 | 3    | Ironman Mallorca                  | Alcúdia              | 08:04:03 |                                                                                 |
| 22. Aug. 2021 | 1    | Ironman Copenhagen                | Kopenhagen           | 07:46:06 | Streckenrekord und persönliche Bestzeit                                         |
| 30. Mai 2021  | 5    | 140.6 INN International Triathlon | Castell-Platja d’Aro | 08:52:07 | [ 9 ]                                                                           |
| 12. Okt. 2019 | 5    | Ironman Hawaii                    | Hawaii               | 08:06:41 | als schnellster Australier                                                      |
| 21. Sep. 2019 | 1    | Ironman Italy                     | Cervia               | 07:46:54 | neuer Streckenrekord                                                            |
| 7. Juli 2019  | 3    | Challenge Roth                    | Roth                 | 08:04:08 |                                                                                 |
| 5. Mai 2019   | 1    | Ironman Australia                 | Port Macquarie       | 08:06:18 |                                                                                 |
| 2. Dez. 2018  | 2    | Ironman Western Australia         | Busselton            | 07:57:41 |                                                                                 |
| 13. Okt. 2018 | 9    | Ironman Hawaii                    | Hawaii               | 08:10:32 | Streckenrekord auf dem Rad in 4:09:06 h                                         |
| 8. Sep. 2018  | 2    | Challenge Almere-Amsterdam        | Almere               | 08:00:55 | [ 10 ]                                                                          |
| 1. Juli 2018  | 5    | Challenge Roth                    | Roth                 | 07:58:17 |                                                                                 |
| 24. Juni 2018 | 3    | Ironman France                    | Nizza                | 08:39:14 |                                                                                 |
| 15. Apr. 2018 | 4    | Ironman South Africa              | Port Elizabeth       | 08:20:07 |                                                                                 |
| 14. Okt. 2017 | 17   | Ironman Hawaii                    | Hawaii               | 08:30:29 | erster Start auf Hawaii als Profi; neuer Streckenrekord auf dem Rad (4:12:54 h) |
| 10. Sep. 2017 | 1    | Ironman Wales                     | Pembrokeshire        | 09:07:03 | erster Sieg auf der Ironman-Distanz                                             |
| 2. Apr. 2017  | 11   | Ironman South Africa              | Port Elizabeth       | 08:25:31 |                                                                                 |
| 12. Juni 2016 | 19   | Ironman Cairns                    | Cairns               | 09:24:12 |                                                                                 |
| 10. Okt. 2015 | 817  | Ironman Hawaii                    | Hawaii               | 10:46:32 | erster Start auf Hawaii als Age Grouper                                         |
| 26. Juli 2015 | 9    | Ironman Canada                    | Whistler             | 09:26:27 |                                                                                 |

(DNF – Did Not Finish)

### Radsport
2007
- Ozeanienmeister – Einzelzeitfahren
- Chrono Champenois

2015
- Ozeanienmeisterschaft – Einzelzeitfahren

## Grand Tour-Platzierungen
| Grand Tour            | 2020 |
| --------------------- | ---- |
| Giro d’ItaliaGiro     | –    |
| Tour de FranceTour    | –    |
| Vuelta a EspañaVuelta | 95   |

## Radsport-Teams
| - 2007 Priority Health-Bissell - 2008 Cinelli-OPD (bis 8. Mai) / Team Volksbank (ab 9. Mai) - 2009 Fuji-Servetto (ab 9. Mai) - 2010 Androni Giocattoli-Serramenti PVC Diquigiovanni - 2011 Liquigas-Cannondale | - 2012 Champion System Pro Cycling Team - 2013 Cannondale Pro Cycling - 2020 Team Ineos - 2021 Ineos Grenadiers - 2022 Ineos Grenadiers |